# 松平忠栄 (亀山藩嫡子)
松平 忠栄（まつだいら ただひで）は、江戸時代前期の丹波国亀山藩の世嗣。官位は従五位下・図書頭。

## 略歴
播磨国明石藩主・松平忠国の五男として誕生した。
従兄弟の忠俊が早世したため、万治2年（1659年）に叔父の亀山藩主・松平忠晴の養子となり徳川家綱に初御目見するが、寛文6年（1666年）に廃嫡された。
代わって、忠晴の次男・忠昭が嫡子となり、のち家督を継いだ。

## 系譜
- 父：松平忠国（1597年 - 1659年）
- 母：戸田氏鉄娘
- 養父：松平忠晴（1598年 - 1669年）
- 室：不詳
  - 女子：松平信通養女 - 加藤明治正室